# Phryxe temerania
Phryxe temerania là một loài ruồi trong họ Tachinidae.